# Ricard Guasch
Ricard Guasch (Reus, 30 d'abril de 1840 - 29 d'abril de 1921) va ser un advocat català, pare del pintor i dibuixant Juli Guasch.
S'instal·là a Barcelona, on tingué fama com a criminalista i col·laborà políticament amb Valentí Almirall, amb Conrad Roure i amb Vallès i Ribot. De retorn a Reus, va ser un dels introductors de les idees federals d'Abdó Terrades, i hi actuà com a oficial de les milícies revolucionàries el 1868. Des de l'Eco del Centro de Lectura el 1882 defensà ardidament el cooperativisme. El 1884 va ser un dels signants del manifest fundacional de l'Associació Catalanista de Reus. El 1895 s'afilià a Unió Republicana i fou col·laborador proper de Salmerón. Va ser president del Centre de Lectura del 1875 al 1878, i durant la seva presidència, l'entitat s'oposà a la dretanització dels centres cívics i culturals de la ciutat i d'arreu del país, oposant-se per exemple, a la suspensió del cicle de conferències de l'Ateneu Barcelonès arran de les intervencions de Pere Estasen (sobre positivisme) i Joaquim Maria Bartrina (sobre l'Amèrica precolombina). Va ser un dels membres més actius de la Societat de Lliurepensadors de Reus, que reunia republicans federals, maçons i anarquistes. El 1909 va ser nomenat cronista de la ciutat de Reus, bibliotecari i advocat assessor de l'ajuntament, càrrecs que va ocupar fins a la seva mort.